# 이집트 리바이벌 건축
이집트 리바이벌(Egyptian Revival)은 고대 이집트의 모티브와 이미지를 활용한 건축 양식이다. 이는 일반적으로 나폴레옹 보나파르트의 이집트 정복과 제1대 넬슨 자작 허레이쇼 넬슨 제독이 1798년 나일 해전에서 프랑스 해군을 패배시킴으로써 고대 이집트 기념물에 대한 대중의 인식이 높아진 데 기인한다. 나폴레옹은 그와 함께 과학 탐험대를 이집트로 데려갔다. 원정대의 작품인 "이집트에 관한 설명"(Description de l'Égypte)의 출판은 1809년에 시작되어 1826년까지 시리즈로 출판되었다. 그의 모험 중에 발견된 파사드의 크기와 기념비적인 건물은 파리 엘리트들에게 이집트 미학의 영향력을 확고히 했다. 그러나 르네상스 시대 이후로 유럽 대륙에서는 이집트 양식의 예술 작품과 건축물(장례 기념물 등)이 가끔 만들어지거나 건립되기도 했다.

## 같이 보기
- 고대 이집트의 건축